# Piotr Drzewiecki (1838–1868)
Piotr Drzewiecki (ur. 1838, zm. 1868) – lekarz.
Od czerwca 1863 był komisarzem Rządu Narodowego na Prusy Wschodnie, agentem zakupu broni w Królewcu.